# Atherigona simplex
Atherigona simplex este o specie de muște din genul Atherigona, familia Muscidae. A fost descrisă pentru prima dată de Thomas în anul 1869. Conform Catalogue of Life specia Atherigona simplex nu are subspecii cunoscute.